# Kabinetten-Faure
Frankrijk heeft in de periode 1952 tot 1956 twee kabinetten-Faure gekend.

## Kabinet-Faure I (20 januari-8 maart1952)
- Edgar Faure (PRS) - Président du Conseil (premier) en minister van Financiën
- Georges Bidault (MRP) - Vicepremier en minister van Defensie
- Henri Queuille (PRS) - Vicepremier
- Robert Schuman (MRP) - Minister van Buitenlandse Zaken
- Pierre Pflimlin (MRP) - Minister voor de Raad van Europa
- Maurice Bourgès-Maunoury (PRS) - Minister van Bewapening
- Charles Brune (PRS) - Minister van Binnenlandse Zaken
- Robert Buron (MRP) - Minister van Economische Zaken en Informatie
- Pierre Courant (CNIP) - Minister van Begrotingszaken
- Jean-Marie Louvel (MRP) - Minister van Industrie en Energie
- Paul Bacon (MRP) - Minister van Arbeid en Sociale Zekerheid
- Léon Martinaud-Deplat (PRS) - Minister van Justitie en Grootzegelbewaarder
- André Morice (PRS) - Minister van Zeevaart
- André Marie (PRS) - Minister van Onderwijs
- Emmanuel Temple (CNIP) - Minister van Veteranen en Oorlogsslachtoffers
- Camille Laurens (CNIP) - Minister van Landbouw
- Louis Jacquinot (CNIP) - Minister van Franse Overzeese Gebiedsdelen
- Antoine Pinay (CNIP) - Minister van Openbare Werken, Transport en Toerisme
- Paul Ribeyre (CNIP) - Minister van Volksgezondheid en Bevolking
- Eugène Claudius-Petit (UDSR) - Minister van Wederopbouw en Stedenplanning
- Roger Duchet (CNIP) - Minister van Posterijen, Telegrafie en Telefonie
- Édouard Bonnefous (UDSR) - Minister van Handel
- Jean Letourneau (MRP) - Minister van Staat belast met Betrekkingen tussen Bevriende Staten
- Joseph Laniel (CNIP) - Minister van Staat
- François Mitterrand (UDSR) - Minister van Staat

## Kabinet-Faure II (23 februari1955-1 februari1956)
- Edgar Faure (PRS) - Président du Conseil (premier)
- Antoine Pinay (CNIP) - Minister van Buitenlandse Zaken
- Pierre Koenig (URAS) - Minister van Defensie en de Strijdkrachten
- Maurice Bourgès-Maunoury (UDSR) - Minister van Binnenlandse Zaken
- Pierre Pflimlin (MRP) - Minister van Financiën en Economische Zaken
- André Morice (PRS) - Minister van Handel en Industrie
- Paul Bacon (MRP) - Minister van Arbeid en Sociale Zekerheid
- Robert Schuman (MRP) - Minister van Justitie en Grootzegelbewaarder
- Paul Antier (PPUS) - Minister van Zeevaart
- Jean Berthoin (PRS) - Minister van Onderwijs
- Raymond Triboulet (URAS) - Minister van Veteranen en Oorlogsslachtoffers
- Jean Sourbet (CNIP) - Minister of Agriculture
- Pierre-Henri Teitgen (MRP) - Minister van Franse Overzeese Gebiedelen
- Édouard Corniglion-Molinier (URAS) - Minister van Openbare Werken, Transport en Toerisme
- Bernard Lafay (PRS) - Minister van Volksgezondheid en Bevolking
- Roger Duchet (CNIP) - Minister van Wederopbouw en Behuizing
- Édouard Bonnefous (UDSR) - Minister van Posterijen, Telegrafie en Telefonie
- Pierre July (ARS) - Minister van Marokkaanse en Tunesische Zaken

Verwijzingen
- 6 oktober 1955 - Pierre Billotte (URAS) volgt Koenig (URAS) als minister van Defensie en de Strijdkrachten. Vincent Badie (PRS) volgt Triboulet (URAS) als minister van Veteranen en Oorlogsslachtoffers.
- 20 oktober 1955 - Pierre July leaves the Cabinet and the office of Minister of Moroccan and Tunisian Affairs is abolished.
- 1 december 1955 - Edgar Faure (PRS) volgt Bourgès-Maunoury (UDSR) op als interim minister van Binnenlandse Zaken.